# Bauer Watertechnology Cup 2009
Il Bauer Watertechnology Cup 2009 è stato un torneo professionistico di tennis maschile giocato sul sintetico indoor, che faceva parte dell'ATP Challenger Tour 2009. Si è giocato ad Eckental in Germania dal 2 all'8 novembre 2009.

## Partecipanti

### Teste di serie
| Nazionalità | Giocatore            | Ranking* | Testa di serie |
| ----------- | -------------------- | -------- | -------------- |
| Austria     | Stefan Koubek        | 114      | 1              |
| Germania    | Daniel Brands        | 125      | 2              |
| Slovenia    | Blaž Kavčič          | 128      | 3              |
| Francia     | Sébastien de Chaunac | 140      | 4              |
| Rep. Ceca   | Lukáš Rosol          | 159      | 5              |
| Slovacchia  | Dominik Hrbatý       | 166      | 6              |
| Germania    | Dominik Meffert      | 173      | 7              |
| Germania    | Denis Gremelmayr     | 180      | 8              |

- Ranking al 26 ottobre 2009.

### Altri partecipanti
Giocatori che hanno ricevuto una wild card:
- Peter Gojowczyk
- Kevin Krawietz
- Cedrik-Marcel Stebe
- Marcel Zimmermann

Giocatori passati dalle qualificazioni:
- Bastian Knittel
- Nils Langer
- Nikola Mektić
- Timo Nieminen (Lucky Loser)
- Antal van der Duim

## Campioni

### Singolare
Daniel Brands ha battuto in finale  Dustin Brown, 6–4, 6–4

### Doppio
Michael Kohlmann /  Alexander Peya hanno battuto in finale  Philipp Marx /  Igor Zelenay, 6–4, 7–6(4)